# Aylin Prandi
Aylin Prandi, född 16 september 1983 i Paris är en fransk skådespelerska och sångerska.

## Biografi
Född i Paris med sin italienska far och sin argentinska mor. Hon talar fyra språk: franska, engelska, italienska och spanska.

## Filmografi
- 2006 : La Balade des éléphants
- 2007 : Délice Paloma
- 2008 : Il prossimo tuo d'Anne Riitta Ciccone
- 2008 : No Problem
- 2010 : Amaro amore
- 2010 : Mai così...
- 2011 : Gianni et les femmes (Gianni e le donne)
- 2011 : Qualche nuvola

## Diskografi
- 2011 : 24.000 Baci